# Basan, Polohî
Basan (în ucraineană Басань) este localitatea de reședință a comunei Basan din raionul Polohî, regiunea Zaporijjea, Ucraina.

## Demografie
Componența lingvistică a localității Basan
     Ucraineană (93,6%)
     Rusă (6,05%)
     Alte limbi (0,28%)
Conform recensământului din 2001, majoritatea populației localității Basan era vorbitoare de ucraineană (93,6%), existând în minoritate și vorbitori de rusă (6,05%).